# Dinizia excelsa
Espèce
Dinizia excelsa est une espèce de plantes à fleurs dicotylédones de la famille des Fabaceae, sous-famille des Mimosoideae. C'est un arbre originaire d'Amérique du Sud. 

## Record de hauteur
Cette espèce dépasse rarement 60 m, mais l'arbre réputé être le plus grand de l'Amazonie brésilienne appartient à cette espèce. En 2019, d'après le Secrétariat d'État à la science et aux technologies de l'État d'Amapa, dit Setec, un spécimen de grande hauteur a été repéré au moyen d'une expédition aérienne. La découverte a été faite grâce à l'utilisation d'un balayage laser aéroporté (Airborne Laser Scanning) : il mesure environ 88 m de hauteur pour une circonférence de 5,5 mètres à la base. Il pousse dans une zone riche en très grands arbres géants, dans la commune d'Almeirim, à la frontière entre l'État du Pará et l'État d'Amapá, au Nord du Brésil. 
Le 12 septembre 2022, une cinquième expédition sur le terrain a été organisée pour le retrouver. Après une navigation de 250 km en bateau et une marche de plus de 20 km à travers la jungle montagneuse, le groupe de chercheurs a pu difficilement retrouver l'arbre de 88,5 m de hauteur près du Rio Jari après 13 jours d'expédition, et mesuré à sa base une circonférence de 9,9 m. Des prélèvements ont été effectués sur son tronc, son écorce et son feuillage, pour avoir plus d'informations et en particulier son âge (estimé entre 400 et 600 ans).
L’expédition pourrait aussi servir à sensibiliser les Brésiliens sur le sort de ces arbres, qui bien qu’éloignés, sont très prisés des bûcherons de la région. Cette essence de bois exotique (Angelim vermelho) est utilisée à l'extérieur dans la construction, pour ses qualités de résistance à l'humidité et pour sa capacité à être en contact direct avec l'eau. 

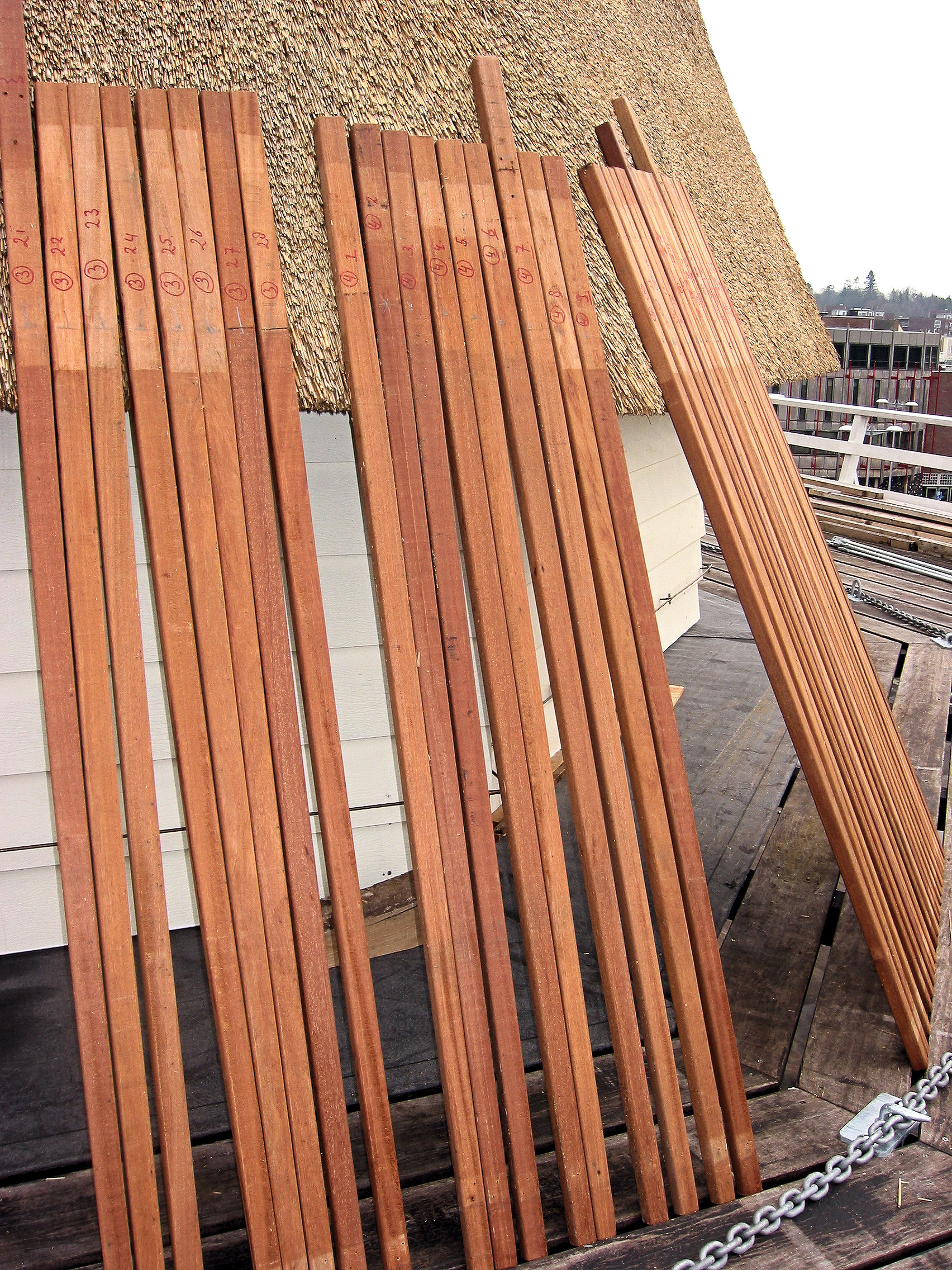
Lattes de clôture en Angelim Vermelho (Dinizia excelsa Ducke).